# 李銘興
李銘興或李韻峰，福建省漳州市芗城區人，祖籍廣東省梅縣瓜洲。是馬來西亞著名的錫礦家，也是馬來西亞橡膠大王李萊生的父親。

## 生平
李銘興是祖籍廣東梅縣瓜洲的客家人，出生在福建省漳州市芗城區，早年與其家人往馬來亞發展。
李銘興的伯父李杵臣曾獲得當時在怡保富豪兼嘉應州同鄉姚德勝的器重，並在姚氏的手下擔任書記，最後獲贈一塊5英畝的礦地，也開啟了李氏家族的錫礦業務。由於李杵臣沒有子女，於是變將產業傳給侄兒李銘興（一說獲贈礦地的其實是李銘興本人）。
李銘興大力發展礦業，終於青出於藍，累積了不少財富，成為當地著名的錫礦家。
李銘興在抗日戰爭期間大力資助中國抗日戰爭，國民政府曾贈牌匾以表揚他。

## 家庭
李銘興的父親是李樹臣，李樹臣是廣東省梅縣瓜洲人，後來與家人遷往福建省漳州市芗城區新華西路，建立“李公館”並居住在那。 李銘興有五個妻子，十四個兒子和九個女兒。

## 其他
李銘興與李萊生父子多次捐助怡保華教發展，一些學校為紀念他們的貢獻，特將一些主要建築物以他們的名字命名，如怡保培南華文獨立中學的“李銘興冷氣禮堂”等等。

## 主要參考
李偉權. . 「東南亞客家的多面相研究」工作坊. 2010-07-20: 52–66.